# Малиновський Михайло Іванович
Миха́йло (Михаїл) Іванович Малино́вський гербу Побуг (криптонім М. М.; 20 листопада 1812, Новосілка, нині Підгаєцького району — 25 лютого 1894, Львів) — український церковний та громадсько-політичний діяч, греко-католицький публіцист, історик. Один із засновників Головної Руської Ради, театру товариства «Руська бесіда». Із середини 1860-х — москвофіл.

## Біографія
Народився 20 листопада 1812 року в с. Новосілка, нині Підгаєцького району. Син середньої руки землевласника.
Середню освіту здобував у Бережанській та Львівській гімназіях. Вивчав філософію у Львівському університеті та з 1837 — богослов'я у Віденському університеті. По закінченні навчання був катехитом — викладав закон Божий у львівських гімназіях. У 1839 р. був референтом студії Львівської греко-католицької духовної семінарії.
Секретар «Головної Руської Ради» у 1848–1851 роках. В 1850 — на початку 1860-х років у працях доводив право галицької інтелігенції на рідну мову.
Контактував з інтелектуальними та громадськими діячами, зокрема з Єрнеєм Копітаром, Франьо Міклошичем, А. Тайнером. Засуджував намагання замінити кириличний шрифт на латинський для українців Галичини. Згодом був львівським каноніком.
У 1861–1866 роках — посол Галицького сейму (від виборчого округу (пол. okręg wyborczy) Монастириська — Бучач у межах адміністративного Станіславського округу). Обрання його послом підтвердженне на засіданні Сейму 20 квітня 1861 року. У 1869 році — віриліст під час сесії замість померлого митрополита Спиридона Литвиновича. 1863 року входив до складу комісії по укладенню україномовних підручників для місцевих гімназій.
Пропагував тверезий спосіб життя, сприяв виникненню товариств тверезости.
Від середини 1860-х років перейшов на позиції москвофільства.
В 1869–1870 роках — адміністратор Львівської архиєпархії, з 1873 року архидиякон, голова (канцлер) митрополичої консисторії. Генеральний вікарій, секретар митрополита Йосифа Сембратовича. В очах сучасників символізував собою табір «святоюрців». 1882 року через судовий процес проти провідників москвофільства подав у відставку.
Помер 25 лютого 1894 року у Львові, похований у гробниці галицьких митрополитів і крилошан на Личаківському цвинтарі.

### Праці
Автор праць по історії Української греко-католицької церкви — німецькою, польською, російською мовами: латинською мовою — богословських студій (основна — нім. «Die Kirchen- und Statssatzungen bezüglich gr.-kat. Ritus der Ruthenen in Galizien», 1862).
1863 року видав із своїми додатками працю Михайла Гарасевича «Annales Ecclesiae Ruthenae», був її редактором та упорядником. Популяризував використання історичних джерел у періодичній пресі. Його роботи друкувалися, серед іншого, в часописах «Augsburger Allgemeine Zeitung» та «Зоря Галицька». У публікаціях підіймав питання громадського, культурного, політичного та церковного життя Галичини.

### Погляди
«Повиноватися начальству за самую совість. Не осуждати дійствій і требованій правительства, которих доброта не всим дозримая єсть… Християнство противно єсть всякой мятежи і святі апостоли і первиє христіяни за повиновеніє Богу гоненіє невинно лучше страждали, а не поставали проти власти по наміру Христа, повинующогося неправедно Єго судящему…»